# Gerrit Jan van Heuven Goedhart

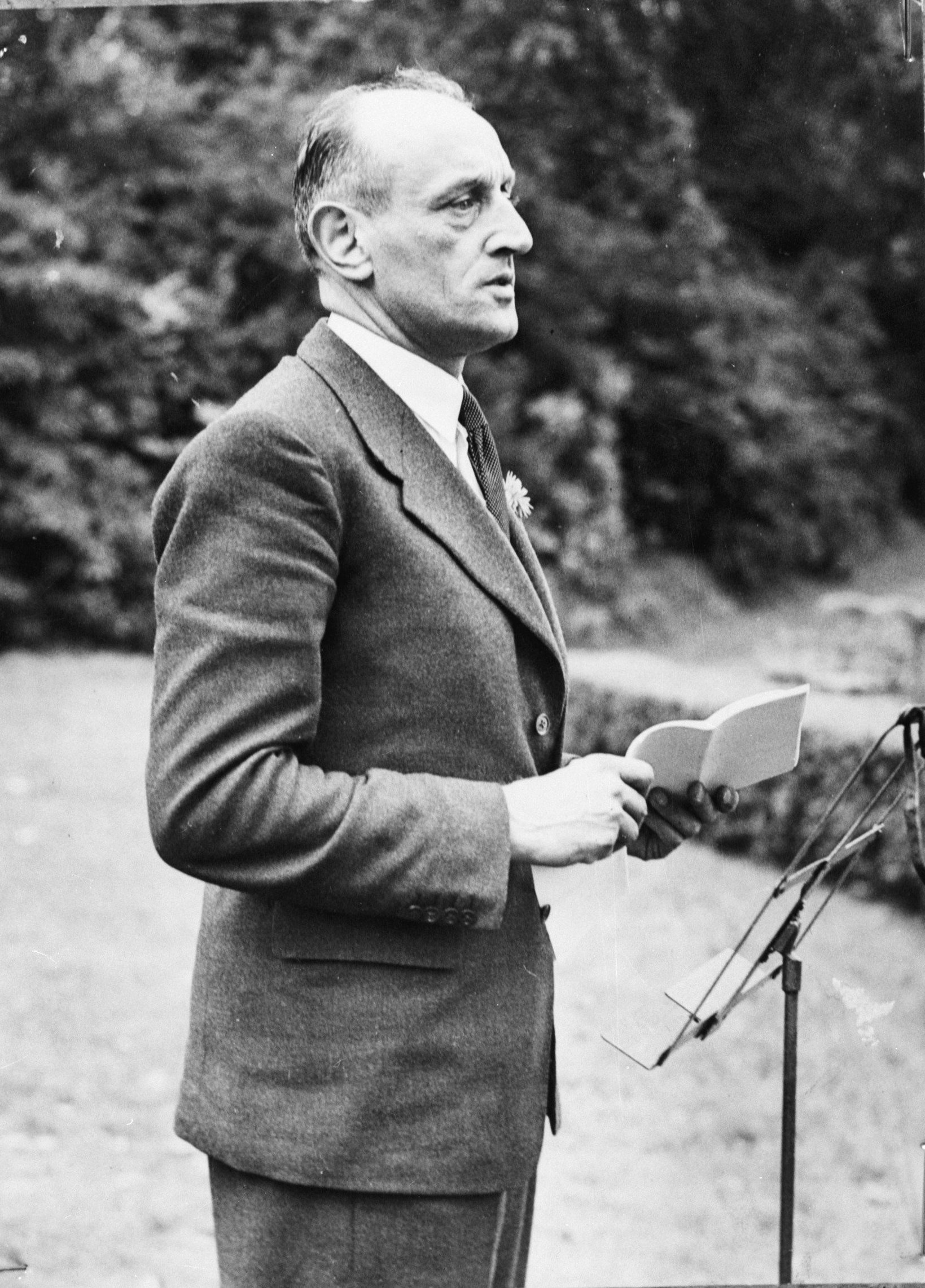
Van Heuven Goedhart (Regent's Park London, 1944)

Gerrit Jan Van Heuven Goedhart (19 de marzo de 1901 – 8 de julio de 1956) fue un político y diplomático holandés. Fue el primer Alto Comisionado de las Naciones Unidas para los refugiados (1951 – 1956).
Van Heuven Goedhart estudió derecho en la Universidad de Leiden y se graduó en 1926. El año anterior, ya se había convertido en reportero del periódico de Telegraaf. El 1 de enero de 1930, a la edad de 28 años, fue ascendido a redactor jefe. Fue despedido el 1 de junio de 1933 porque se negó a publicar un artículo que llamó al recién electo líder alemán Adolf Hitler  "un gran estadista". Se convirtió en redactor jefe del periódico regional Utrechts Nieuwsblad, donde se quedaría en el cargo hasta la invasión alemana de los Países Bajos.
Durante la Segunda Guerra Mundial, Van Heuven Goedhart trabajó como reportero y redactor jefe para el periódico de resistencia ilegal Het Parool. En 1944 huyó a Londres, donde fue nombrado Ministro de justicia en el gobierno en el exilio.
Después de la Segunda Guerra Mundial, Van Heuven Goedhart regresó a Het Parool, donde una vez más se convirtió en redactor jefe. En 1947, también se convirtió en senador del Partido Laborista. En 1951, renunció a ambas ocupaciones para convertirse en el primer Alto Comisionado de las Naciones Unidas para los Refugiados (ACNUR). Bajo la gestión de Van Heuven Goedhart, el ACNUR recibió el Premio Nobel de la Paz en 1954.
Van Heuven Goedhart fue también el primer presidente del  "Comité del estado para la coordinación de la información del gobierno" (holandés: Staatscommissie sobre de coördinatie van de overheidsvoorlichting), el precursor del Servicio de información del gobierno de Países Bajos (holandés: Rijksvoorlichtingsdienst).
- Datos: Q515563
- Multimedia: Gerrit Jan van Heuven Goedhart / Q515563